# 907 (szám)
A 907 (római számmal: CMVII) egy természetes szám, prímszám.

## A szám a matematikában
A tízes számrendszerbeli 907-es a kettes számrendszerben 1110001011, a nyolcas számrendszerben 1613, a tizenhatos számrendszerben 38B alakban írható fel.
A 907 páratlan szám, prímszám. Normálalakban a 9,07 · 102 szorzattal írható fel.
Pillai-prím. Egy 20 hosszúságú prímhézag után az első prím.
A 907 négyzete 822 649, köbe 746 142 643, négyzetgyöke 30,11644, köbgyöke 9,67986, reciproka 0,0011025. A 907 egység sugarú kör kerülete 5698,84907 egység, területe 2 584 428,055 területegység; a 907 egység sugarú gömb térfogata 3 125 434 994,4 térfogategység.
A 907 helyen az Euler-függvény helyettesítési értéke 906, a Möbius-függvényé −1.